# Tito Gobbi
Tito Gobbi (Bassano del Grappa, 24 ottobre 1913 – Roma, 5 marzo 1984) è stato un baritono, attore e regista italiano, anche scenografo, costumista, disegnatore e insegnante.
"Per la sua eccellente voce e per l'arte scenica fu poi scritturato nei principali teatri d'Europa e d'America in un vastissimo repertorio internazionale". "Interprete colto e raffinato, dotato di sensibilità e musicalità rarissime, seppe utilizzare la sua voce, peraltro non ampia, con grande intelligenza, tanto da essere in breve tempo considerato uno dei più grandi baritoni della sua generazione"

## Biografia

### Origini (1913-1935)
Il giovane Tito studiò giurisprudenza all'Università degli Studi di Padova. Durante lo studio, il suo talento venne scoperto da un amico di famiglia, il barone Agostino Zanchetta che gli suggerì di studiare canto lirico, come baritono. E così, nel 1932, Gobbi si trasferì a Roma per studiare canto con Giulio Crimi, tenore siciliano che fu il primo interprete del Trittico di Puccini e di Francesca da Rimini di Zandonai.
Ad accompagnarlo al pianoforte alla prima audizione fu Tilde De Rensis, figlia del musicologo Raffaello, che nel 1937 divenne sua moglie. Dal matrimonio nacque un'unica figlia, Cecilia, che si occupa dell'"Associazione Tito Gobbi", un sito per onorare la memoria del baritono scomparso.

### Carriera (1935-1979)
La prima esperienza per Tito Gobbi su un palcoscenico fu nel 1935, a Gubbio, interpretando il Conte Rodolfo in La sonnambula di Vincenzo Bellini. Successivamente vinse il Concorso Internazionale di Canto a Vienna, cui seguì Condottieri, il primo dei suoi 26 film, e una borsa di studio al Teatro alla Scala di Milano.
Nel 1937 debuttò come Giorgio Germont in La traviata di Giuseppe Verdi al Teatro Adriano di Roma.
Sotto la guida e direzione di Tullio Serafin, preparò molti ruoli, fra cui alcuni che sarebbero stati fondamentali per la sua carriera, come Scarpia (Tosca), Rigoletto e Simon Boccanegra.
Per il Teatro dell'Opera di Roma nel 1938 il 15 gennaio è il banditore in Gloria (opera) di Cilea diretto da Oliviero De Fabritiis con Maria Caniglia e Beniamino Gigli, seguito da Esaù ne Lo straniero di Pizzetti diretto da Serafin con Stella Roman e Giacomo Vaghi, la prima sentinella nella prima di La donna senz'ombra diretto da Gino Marinuzzi (1882-1945) con Viorica Ursuleac, Giovanni Voyer, Benvenuto Franci, Alessio De Paolis e Giuseppe Taddei, il dancairo in Carmen (opera) diretto da De Fabritiis con Licia Albanese, Gianna Pederzini, Giacomo Lauri-Volpi e Carlo Tagliabue, l'araldo in Lohengrin diretto da Vincenzo Bellezza con Pia Tassinari ed Ebe Stignani alle Terme di Caracalla, Metifio ne L'Arlesiana (opera) di Francesco Cilea diretto da De Fabritiis con la Albanese, la Pederzini, Tito Schipa, Gino Bechi e Giulio Neri e Simon d'Armario nella prima di La nave di Italo Montemezzi diretto da Serafin con Gina Cigna, Mario Basiola e Taddei.
Ancora a Roma nel 1939 è Sharpless in Madama Butterfly diretto da Victor de Sabata, vescovo/1ºsoldato nella ripresa di Fra Gherardo di Pizzetti con Taddei diretto da Serafin, Don Ottavio nella prima rappresentazione di "Il finto Arlecchino" di Gian Francesco Malipiero diretto da Serafin, Pietro nella ripresa di Hänsel e Gretel (opera) di Engelbert Humperdinck diretto da Serafin, Melot nella ripresa di "Tristano e Isotta" diretto da De Sabata, Silvio nella repliche nelle Terme di Caracalla di Pagliacci (opera), il guardiano nella ripresa di "I maestri cantori di Norimberga" diretto da Serafin e Terpulòv nella première nel Teatro Reale dell'Opera di "Monte Ivnòr" di Lodovico Rocca, diretto da Serafin con Ines Adami-Corradetti e Bechi, nel 1943 il barone Scarpia in Tosca con la Caniglia e Gigli, Ahmed nella première scenica di "Le nozze di Haura" di Adriano Lualdi e Ismet nella ripresa di "Emiral" di Bruno Barilli, nel 1944 Figaro nella replica di Il barbiere di Siviglia (Rossini), nel 1947 Tonio-Taddeo nella ripresa nel Teatro dell'Opera di "Pagliacci" e Jokanaan nella ripresa di Salomè, nel 1953 Guglielmo Tell nella prima rappresentazione nelle Terme di Caracalla con Antonietta Stella, nel 1954 Nabucodonosor nella prima rappresentazione nelle Terme di Caracalla di "Nabucco" con Gabriella Tucci, Miriam Pirazzini e Boris Christov, nel 1955 Macbeth (opera), nel 1957 Amonasro nella ripresa nelle Terme di Caracalla di "Aida" e nel 1963 John Falstaff (Verdi) con Renato Capecchi e Fedora Barbieri diretto da Carlo Maria Giulini. Al Teatro dell'Opera di Roma, egli interpretò nel corso di una trentina di stagioni 67 ruoli diversi in 400 rappresentazioni.
Al Gran Teatro La Fenice di Venezia nel 1941 è Marcello ne La bohème con Mafalda Favero, nel 1942 Sharpless in Madama Butterfly, nel 1948 Renato in Un ballo in maschera con Mario Del Monaco e la Pirazzini, nel 1960 Jago in Otello (Verdi) nel Cortile di Palazzo Ducale (Venezia) con Del Monaco, nel 1961 Sir John Falstaff con Capecchi, Alfredo Kraus e la Barbieri, nel 1962 Guglielmo Tell con Angelo Nosotti e nel 1971 il barone Scarpia e la regia in Tosca.
Al Teatro comunale di Firenze nel 1941 è Idraote nella prima rappresentazione di "Armide" di Christoph Willibald Gluck con la Barbieri e Ferruccio Tagliavini, nel 1954 Nabucodonosor nella ripresa di "Nabucco" diretto da Serafin, con Anita Cerquetti, la Pirazzini e Christoff, nel 1969 Gianni Schicchi nelle riprese di "Gianni Schicchi" con Angelo Nosotti curando anche la regia.
Al Teatro Verdi (Trieste) nel 1942 è Cristo ne La risurrezione di Cristo di Lorenzo Perosi, nel 1943 Orfeo ne L'Orfeo, nel 1951 Figaro ne Il barbiere di Siviglia (Rossini) con Fernando Corena, nel 1954 Marcello ne La bohème e il barone Scarpia in Tosca con la Caniglia, nel 1959 Macbeth e nel 1960 Sir John Falstaff con Piero Cappuccilli e la Barbieri.
Il 26 dicembre 1942, alla Scala, è Falstaff con la Barbieri diretto da de Sabata e successivamente fu protagonista della prima italiana del Wozzeck di Alban Berg (nel ruolo del titolo), uno dei suoi capolavori, che in seguito canterà ancora a Napoli e a Vienna con il maestro Karl Böhm, alla Scala con Dimitri Mitropoulos nella prima rappresentazione del 1952.
La sua ultima recita di Wozzeck sarà registrata per la Rai a Roma nel 1954, con la direzione del maestro Nino Sanzogno. Oltre al Wozzeck, cantò Nebbie di Ottorino Respighi (contemporaneo di Berg), accompagnato dal pianista Gerald Moore. Verso la fine degli anni quaranta doppiò l'attore Dennis King per la canzone "Fra Diavolo" e altre parti musicali nel film omonimo con Stanlio e Ollio, tratto dall'opera di Daniel Auber.
Andando avanti con gli anni il suo repertorio cominciò a diventare molto vasto, fino a comprendere oltre 136 personaggi in più di 100 opere liriche di epoche diverse, da Claudio Monteverdi ai contemporanei (Pizzetti, Wolf-Ferrari, Berg, Weill, Respighi, ecc.), poi anche i personaggi di Verdi e dei compositori veristi (i suoi cavalli di battaglia), tra cui Ford (Falstaff), il Sergente Belcore (L'elisir d'amore), Marcello (La bohème), Giovanni De Siriex (Fedora), il primo Doge di Genova ossia Simone Boccanegra, il marchese di Posa ossia Rodrigo (Don Carlo), Rigoletto, Gianni Schicchi e tanti altri, sia in teatri italiani sia in quelli esteri.
Nel 1946 è Figaro nella ripresa nel Teatro Regio di Parma di "Il barbiere di Siviglia".
Nel 1947 tornò alla Scala per cantare La damnation de Faust di Hector Berlioz in lingua italiana. Sempre nello stesso anno, con Rigoletto a Stoccolma cominciò la carriera internazionale, che lo portò in tutto il mondo, in un arco di tempo così vasto da avere come partner molti dei maggiori interpreti del teatro lirico del XX secolo. Con Maria Callas cantò molte recite di Tosca, due in studio e molte dal vivo.
Al San Francisco Opera debutta nell'ottobre 1948 come Figaro ne Il barbiere di Siviglia, poi Marcello ne La bohème con la Albanese e Jussi Björling e Belcore ne L'elisir d'amore con Bidu Sayão e Ferruccio Tagliavini, nel 1960 Jack Rance ne La fanciulla del West, Simon Boccanegra e il barone Scarpia in Tosca, nel 1962 Jago in Otello con Victoria de los Ángeles e Rajna Kabaivanska e nel 1964 Gianni Schicchi e Nabucco.
La sua voce divenne, verso gli anni cinquanta, più scura e potente, tale da consentirgli di cimentarsi anche nelle opere di Richard Wagner: interpretò l'Araldo del Re nel Lohengrin, Melot nel Tristan und Isolde e Gunther nella tetralogia di Wagner L'anello del Nibelungo (per esattezza nell'ultima delle quattro giornate, ossia Il crepuscolo degli dei). Fu interprete poi di Christoph Willibald Gluck, come il sommo sacerdote d'Apollo nell'Alceste, Idraote nell'Armide e Orfeo in Orfeo ed Euridice, tutte e tre di Gluck, e perfino Shchelkalov nel Boris Godunov di Modest Petrovič Musorgskij, sotto De Fabritiis.
Il suo repertorio comprendeva anche la musica rinascimentale e la musica barocca, per esempio L'Orfeo e il testo Il combattimento di Tancredi e Clorinda, entrambe di Claudio Monteverdi, Il Pompeo di Alessandro Scarlatti, canzoni di Giacomo Carissimi, Alessandro Scarlatti, Giuseppe Giordani, Antonio Vivaldi, Francesco Cavalli e canzoni napoletane. Inoltre si ricorda come grande Figaro in Il barbiere di Siviglia e come protagonista in Guglielmo Tell, opere entrambe di Rossini, e Lord Enrico in Lucia di Lammermoor di Donizetti.
Cantò poi musica del classicismo, di Carl Maria von Weber e Wolfgang Amadeus Mozart. Si presentò al Teatro dell'Opera di Roma per cantare Il franco cacciatore di Weber nel 1940 (nessuna registrazione) e al Festival di Salisburgo nel 1950, come Don Giovanni nell'omonima opera di Mozart diretto da Wilhelm Furtwängler con i Wiener Philharmoniker, affiancato alla Donna Elvira di Elisabeth Schwarzkopf e al Leporello di Erich Kunz (solo disco); nello stesso anno fu Don Giovanni anche a Stoccolma. Da giovane, Tito Gobbi fu anche Figaro in Le nozze di Figaro di Mozart, poi verso la fine degli anni cinquanta fu anche il Conte d'Almaviva nella stessa opera.
Fra il 1952 e il 1964 fece molte incisioni in studio, soprattutto al Teatro alla Scala, tra cui Tosca (de Sabata, 1953, e Prêtre, 1964), Don Carlo (Santini, 1954), Aida (Serafin, 1955), Falstaff (Karajan, 1956), Il barbiere di Siviglia (Galliera, 1957), Otello (Serafin, 1960) e tante altre ancora. Poi, oltre che con Galliera, fu Figaro nella prima di Il barbiere di Siviglia nel 1956 con Luigi Alva e Maria Meneghini Callas sotto Carlo Maria Giulini, dal vivo alla Scala, poi Rodrigo nel Don Carlo di Verdi sempre diretto da Giulini, con la regia di Luchino Visconti, Tosca con Maria Callas e Renato Cioni al Covent Garden nel 1964 sotto Carlo Felice Cillario, con la regia di Franco Zeffirelli, e alla Lyric Opera di Chicago, subito dopo Londra, nel Simon Boccanegra, dove fece anche il suo debutto nella regia sotto la direzione di Bruno Bartoletti. Inoltre, sempre con la direzione del maestro Herbert von Karajan, esistono due versioni discografiche di Falstaff, in studio nel 1956 e dal vivo, a Salisburgo, nel 1957 con Rolando Panerai, Elisabeth Schwarzkopf, Anna Moffo, Giulietta Simionato e la Barbieri diretto da Karajan. Celebre anche il suo Falstaff del 1958 dal vivo a Chicago diretto da Serafin. Poi, verso la fine della sua carriera, fu Don Giovanni sotto Colin Davis a Londra nel 1967, sotto Ferdinand Leitner a Chicago nel 1969 e sotto De Fabritiis a Lisbona nel 1971.
All'Arena di Verona debutta nel 1954 come Amonasro in Aida con Del Monaco diretto da Fausto Cleva.
Al Royal Opera House, Covent Garden di Londra nel 1955 è il barone Scarpia in Tosca con Tagliavini e Renata Tebaldi, nel 1956 Rigoletto, nel 1958 Rodrigo in Don Carlos con Jon Vickers, Christoff e la Barbieri diretto da Giulini, nel 1960 Macbeth con Amy Shuard, nel 1961 Sir John Falstaff con Mirella Freni, nel 1962 Iago in Otello con Del Monaco e la Kabaivanska diretto da Georg Solti, nel 1963 Don Giovanni con la Freni e il Conte Almaviva ne Le nozze di Figaro con la Freni e Teresa Berganza diretto da Solti e nel 1965 Michele ne Il tabarro, Gianni Schicchi e Simon Boccanegra del quale è anche produttore. Fino al 1974 egli prese parte a 48 rappresentazioni londinesi.
Ancora alla Scala nel 1956 è Lord Inferno - Paradiso nella prima assoluta de L'ipocrita felice di Giorgio Federico Ghedini con Graziella Sciutti e Jack Rance nella prima di La fanciulla del West con Franco Corelli, nel 1957 Sir John Falstaff nella prima con Panerai, la Schwarzkopf, la Moffo e la Barbieri diretto da Karajan, nel 1959 Marcello ne La bohème e Gianni Schicchi con Renata Scotto, Iago nella serata di gala per l'apertura della stagione con Otello con Del Monaco e Scarpia nella prima di Tosca con la Tebaldi e Di Stefano, nel 1961 Rodrigo in Don Carlos con Boris Christov, Nicolaj Ghiaurov e Christa Ludwig e nel 1962 Michele nella prima di Il tabarro con Clara Petrella.
All'Opera di Chicago nel 1955 è Amonasro in Aida con Doro Antonioli, Astrid Varnay e la Tebaldi diretto da Serafin, Marcello ne La bohème con Giuseppe Di Stefano e la Tebaldi diretto da Serafin, Rigoletto con Björling e Michele ne Il tabarro con Carlo Bergonzi, nel 1956 Jack Rance ne La fanciulla del West con Del Monaco diretto da Mitropoulos, Carlo Gérard in Andrea Chénier con Del Monaco e il barone Scarpia in Tosca con Björling e la Tebaldi, nel 1957 Iago in Otello con Del Monaco e la Tebaldi diretto da Serafin, Tonio in Pagliacci con Del Monaco e Cornell MacNeil, il Conte Almaviva ne Le nozze di Figaro con Walter Berry, la Moffo, la Simionato diretto da Solti, Michonnet in Adriana Lecouvreur con la Tebaldi, Di Stefano e la Simionato diretto da Serafin, Rodrigo in Don Carlo con Björling, Anita Cerquetti e Christoff diretto da Solti, nel 1958 Sir John Falstaff con la Tebaldi, la Simionato e la Moffo diretto da Serafin, Gianni Schicchi diretto da Serafin e Figaro ne Il barbiere di Siviglia, nel 1959 Simon Boccanegra con Richard Tucker e Renato in Un ballo in maschera con Di Stefano e Birgit Nilsson, nel 1960 De Siriex in Fedora (opera), nel 1963 Nabucco, nel 1965 Simon Boccanegra nel quale è anche il regista, nel 1966 Iago in Otello del quale cura anche la regia, nel 1968 Falstaff nel quale è anche il regista, nel 1969 Don Giovanni nel quale è anche regista e cura la regia de Il barbiere di Siviglia, nel 1970 Gianni Schicchi nel quale è anche regista, nel 1971 il barone Scarpia e la regia in Tosca, nel 1972 la regia di Un ballo in maschera e nel 1979 la regia in Andrea Chénier.
Al Metropolitan Opera House di New York debutta nel 1956 come Scarpia in Tosca con Di Stefano e Corena diretto da Mitropoulos e poi è Rigoletto diretto da Cleva, nel 1958 Iago in Otello con Del Monaco e la Tebaldi e nel 1966 Sir John Falstaff. Sempre al Met nel 1978 debutta nella regia nella Tosca con Shirley Verrett, Luciano Pavarotti, Cornell MacNeil e Corena diretta da James Conlon.
Al Wiener Staatsoper debutta nel 1957 come Sir John Falstaff con Panerai, Alva, la Schwarzkopf, la Moffo e la Simionato diretto da Karajan, nel 1958 con la Tebaldi diretto da Karajan il barone Scarpia in Tosca e Jago in Otello e nel 1959 Amonasro in Aida con la Tebaldi, la Simionato diretto da Karajan.
Ancora a Salisburgo nel 1961 è Simon Boccanegra con Panerai.
Al Grand Théâtre di Ginevra nel 1963 è Scarpia in Tosca con Régine Crespin e Di Stefano e nel 1966 Iago in Otello con José van Dam e Gwyneth Jones.
Al King's Theatre di Edimburgo è Gianni Schicchi e il regista nella trasferta del Teatro comunale di Firenze nel 1969 con Anna Di Stasio.
La sua notorietà è rimasta legata a molti ruoli: oltre quelli già citati, vanno ricordati almeno Renato in Un ballo in maschera, Cinna in La Vestale di Gaspare Spontini, Nabucco, il Dottor Malatesta nel Don Pasquale, il Messaggero degli spiriti in La donna senz'ombra e Jokhanaan in Salomè (entrambe di Richard Strauss), Michele ne Il tabarro, Peter nell'Hänsel e Gretel di Engelbert Humperdinck, Rigoletto nel Rigoletto di Verdi (più di 400 recite; fin da ragazzo era appassionato di quest'opera, debuttò come l'Usciere di corte nel 1937, una parte di una sola battuta; ma il vero debutto da protagonista fu a Pisa nel 1945). Nel 1955 fu eseguita un'incisione, diretta da Serafin con Maria Callas e Giuseppe Di Stefano.), ecc. Ma il ruolo da lui più frequentato è stato quello del barone Scarpia (circa novecento recite) nella Tosca di Giacomo Puccini, a fianco di Renata Tebaldi e Maria Callas.
Altro ruolo fu Jago nell'Otello di Verdi (circa cinquecento recite) assieme a Ramón Vinay, Jon Vickers e Mario Del Monaco. Con quest'ultimo negli anni cinquanta raggiunse, sotto la direzione di Alberto Erede, un grande successo, registrato da un filmato disponibile in DVD.
Dell'arte di Tito Gobbi restano molti documenti: incisioni in studio di arie e di due opere complete, oltre a moltissime registrazioni "live"; restano anche alcuni film, in particolare quelli d'opera degli anni quaranta-cinquanta: Il barbiere di Siviglia (film), Rigoletto (film 1946), La forza del destino, Pagliacci - Amore tragico (con Gina Lollobrigida), L'elisir d'amore, Cavalleria rusticana, ecc. In quell'epoca questi e altri film musicali contribuivano molto alla popolarità dei cantanti lirici. Rimane anche un recital-intervista, dove egli canta tutti i suoi cavalli di battaglia, diretto da Armando Gatto, e alcuni video di arie d'opera pubblicati dalla BBC. Arrivò a cantare fino a 65 anni con il Gianni Schicchi di Puccini, diretto da Lorin Maazel, nel 1978 e l'anno dopo come "il narratore" in Le Villi. Tito Gobbi incise dischi esclusivamente per la Decca Records e per la EMI, con l'aggiunta di Le Villi e Gianni Schicchi diretti da Lorin Maazel per la CBS, Otello diretto da Serafin e Cavalleria rusticana diretta da Silvio Varviso per l'RCA e La bohème diretta da Antonino Votto per la Deutsche Grammophon.
Il suo ultimo ruolo in teatro è stato il Narratore in Le Villi nel 1979, con la sua regia e con il direttore Lorin Maazel (incisione che ha vinto il Grammy Award). Il suo ultimo debutto in quanto alla regia è stato di Ernani, a Napoli nel 1982.
L'album Tosca, con Maria Callas, Giuseppe Di Stefano, Tito Gobbi, l'Orchestra e Coro del Teatro alla Scala, dir. Victor De Sabata per la Columbia/EMI del 1953 è stato premiato con il Grammy Hall of Fame Award 1987.

### Ultimi anni (1979-1984)
Il suo studio del personaggio aveva una forte connotazione visiva: disegnava le caratteristiche fisiche di ogni personaggio con un po' di caricature, realizzando poi sempre da sé i trucchi. La realizzazione del personaggio partiva dal libretto completo, cioè il personaggio inserito nel contesto, in relazione con gli altri, dalle eventuali fonti letterarie, dallo studio del periodo storico. Questo tipo di visione del teatro lo portò con facilità alla regia e all'insegnamento: la prima regia è del 1965 (Simon Boccanegra) e fino al 1979 continuò a cantare nelle sue stesse produzioni. In più di un'occasione disegnò anche le scene e i costumi delle sue produzioni. A tutto questo si affiancò, dal 1973, l'insegnamento: varie masterclass live, in America (Rosary College e Juilliard School) e in vari paesi d'Europa, anche in Italia a Firenze (Villa Schifanoia) e ad Asolo, formando un gran numero di artisti. Egli stesso desiderava che i giovani amassero l'opera, come testimoniano queste frasi:
Delle sue lezioni esistono registrazioni edite dall'"Associazione Musicale Tito Gobbi".
Scrisse anche due libri: My life (1979) ("La mia vita", 1985) e Tito Gobbi on His World of Italian Opera (1984). Fra i suoi hobby ci furono il disegno e la pittura, con i soggetti e le tecniche più vari: unendo questa abilità a un fine senso dell'umorismo, faceva anche divertenti caricature; amava la cucina, le automobili e gli animali: fra i suoi "animaletti da compagnia" ci fu anche un leone.

## Repertorio

### Opere liriche
- Franco Alfano
  - Risurrezione (Simonson)
- Daniel Auber
  - Fra Diavolo (Milord Rocford)
- Edmond Audran
  - La Mascotte (Pippo)
- Bruno Barilli
  - Emiral (Ismet)
- Vincenzo Bellini
  - La sonnambula (Il conte Rodolfo)
- Alban Berg
  - Wozzeck (Wozzeck)
- Hector Berlioz
  - La damnation de Faust (Méphistophélès)
- Tomás Bretón
  - La Dolores (Enrique Baquerizo)
- Georges Bizet
  - Carmen (Il Dancairo ed Escamillo)
- Ferruccio Busoni
  - Doktor Faust (il Dottor Faust)
- Ezio Carabella
  - Il candeliere (Clavaroche)
- Francesco Cavalli
  - Xerse (Periarco)
- Francesco Cilea
  - Adriana Lecouvreur (Michonnet)
  - L'Arlesiana (Metifio e Baldassarre)
  - Gloria (Un banditore)
- Luigi Dallapiccola
  - Volo di notte (Rivière)
- Gaetano Donizetti
  - Don Pasquale (Dottor Malatesta)
  - L'elisir d'amore (Sergente Belcore)
  - Poliuto (Severo)
  - Lucia di Lammermoor (Lord Enrico Asthon)
- Giorgio Federico Ghedini
  - L'ipocrita felice (Lord Inferno)
- Umberto Giordano
  - Andrea Chénier (Carlo Gérard, Roucher e Pietro Fléville)
  - Fedora (Il conte Giovanni de Siriex)
- Christoph Willibald Gluck
  - Alceste (Il sommo sacerdote d'Apollo)
  - Armida (Idraote)
  - Orfeo ed Euridice (Orfeo)
  - Iphigénie en Tauride (Thoas)
  - Iphigénie en Aulis (Agamemnone)
- Vittorio Gnecchi
  - Cassandra (Prologo ed Egisto)
- Charles Gounod
  - Faust (Valentin)
- Georg Friedrich Händel
  - Rinaldo (?)
  - Serse (Serse)
- Paul Hindemith
  - Hin und zurück (Il Professore)
  - Die Harmonie der Welt (Johannes Kepler)
- Engelbert Humperdinck
  - Hänsel und Gretel (Peter)
- Ruggero Leoncavallo
  - Pagliacci (Prologo, Tonio e Silvio)
  - Zazà (Cascart)
- Franco Leoni
  - L'oracolo (Cim-Fen)
- Adriano Lualdi
  - Le nozze di Haura (Ahmed)
  - La figlia del re (Il custode dell'orologio)
- Gian Francesco Malipiero
  - Sette canzoni (Il cantastorie)
  - Torneo notturno (Lo spensierato)
  - Ecuba (Ulisse)
  - Il finto Arlecchino (Don Ottavio)
- Pietro Mascagni
  - L'amico Fritz (David)
  - Cavalleria rusticana (Alfio)
  - Lodoletta (Franz)
- Claudio Monteverdi
  - L'Orfeo (Plutone e Orfeo)
  - Il ritorno d'Ulisse in patria (Ulisse)
- Modest Petrovič Musorgskij
  - Boris Godunov (Šcelkalov)
- Italo Montemezzi
  - Hellera (Schauwalki)
  - La nave (Il timoniere Simon d'Armario)
- Wolfgang Amadeus Mozart
  - Le nozze di Figaro (Il Conte d'Almaviva e Figaro)
  - Don Giovanni (Don Giovanni)
- Jacopo Napoli
  - Il tesoro (Il cantastorie)
- Jacques Offenbach
  - I racconti di Hoffmann (Crespel e Luther)
- Giovanni Paisiello
  - La molinara (Il notaro Pistolfo)
- Arrigo Pedrollo
  - Primavera fiorentina (Uberto)
- Lorenzo Perosi
  - Mosè (Mosè)
- Mario Persico
  - La locandiera (Il conte d'Albafiorita)
- Ildebrando Pizzetti
  - Epithalamium (Testo)
  - Fra Gherardo (Il vescovo e il primo soldato)
  - Orseolo (Un araldo)
  - Lo straniero (Esaù)
- Amilcare Ponchielli
  - La Gioconda (Barnaba)
- Giacomo Puccini
  - La bohème (Marcello)
  - La fanciulla del West (Jack Rance)
  - Gianni Schicchi (Gianni Schicchi e Simone)
  - Madama Butterfly (Sharpless)
  - Manon Lescaut (Lescaut)
  - Il tabarro (Michele)
  - La rondine (Rambaldo Fernandez)
  - Tosca (il barone Scarpia)
  - Turandot (Ping)
  - Le Villi (il narratore)
- Pëtr Il'ič Čajkovskij
  - Evgenij Onegin (Evgenij Onegin)
- Licinio Refice
  - Cecilia (Tiburzio)
  - Margherita da Cortona (Arsenio)
- Ottorino Respighi
  - La campana sommersa (Ondino)
- Lodovico Rocca
  - Il Dibuk (Maier)
  - Monte Ivnor (Tepurlov)
- Gioachino Rossini
  - Il barbiere di Siviglia (Figaro)
  - Guglielmo Tell (Guglielmo Tell)
- Alessandro Scarlatti
  - Il Pompeo (Sesto)
- Norbert Schültze
  - Schwarzer Peter (Der Hauptmann)
- Gaspare Spontini
  - La Vestale (Cinna)
- Richard Strauss
  - La donna senz'ombra (Der Geisterbote)
  - Salomè (Jochanaan)
  - Elektra (Orest)
- Giuseppe Verdi
  - Aida (Amonasro)
  - Un ballo in maschera (Renato e Silvano)
  - Don Carlo (Rodrigo)
  - Falstaff (Falstaff e Mr. Ford)
  - La forza del destino (Don Carlo di Vargas)
  - Macbeth (Macbeth)
  - Nabucco (Nabucodonosor)
  - Otello (Jago)
  - Rigoletto (Rigoletto e l'Usciere di Corte)
  - Simon Boccanegra (Il Doge Simon Boccanegra)
  - La traviata (Giorgio Germont)
  - Il trovatore (Il Conte di Luna)
- Richard Wagner
  - Götterdämmerung (Günther)
  - Lohengrin (Der Heerrufer des Königs)
  - I maestri cantori di Norimberga (Ein Nachtwächter)
  - Tristano e Isotta (Melot)
- Carl Maria von Weber
  - Il franco cacciatore (Kilian)
- Kurt Weill
  - Der Lindberghflug (Erste Stimme)
- Ermanno Wolf-Ferrari
  - Le donne curiose (Lelio)
  - I gioielli della Madonna (Raffaele)
  - Il segreto di Susanna (Il conte Gil)
  - I quatro rusteghi (Maurizio e Simon)
- Agostino Zanchetta
  - David (Saul)

### Musica da camera
- Firmin Marìa Alvarez
  - "La partida"
  - "Tre giorni son che Nina"
- Vincenzo Bellini
  - "Fenesta ca lucive"
- Renato Borgi
  - "Visione veneziana"
- Giacomo Carissimi
  - "Vittoria, vittoria mio core"
- Teodoro Cottrau
  - "Santa Lucia"
- Giovanni D'Anzi
  - "Madonnina"
  - "Mattinata fiorentina"
- Ernesto De Curtis
  - "Tu, ca' nun chiagne"
- Luigi Denza
  - "Occhi di fata"
- Edoardo Di Capua
  - "O sole mio"
- Francesco Durante
  - "Vergin, tutto amor"
- Rodolfo Falvo
  - "Dicitencello vuje"
- Stanislao Gastaldon
- Musica proibita
- Giuseppe Giordani
  - "Caro mio ben"
- Georg Friedrich Händel
  - "Ombra mai fu"
  - "Lascia ch'io pianga"
- Gaetano Lama
  - "Silenzio cantatore"
- Pietro Mascagni
  - "Serenata"
- Mario Ruccione
  - "La biondina in gondoletta"
- Dino Olivieri
  - "Nenia d'amore"
- Toni Ortelli
  - "La montanara"
- Giovanni Paisiello
  - "Amice, nun credite a le zitelle"
  - "Nel cor più non mi sento"
- Giovanni Battista Pergolesi
  - "Nina"
- Luigi Pigarelli
  - "Lassù sui monti"
- Ottorino Respighi
  - "Nebbie"
- Nino Rota
  - "The Glass Mountain"
- Ermenegildo Ruccione
  - "Famme sunnà cu'tte"
- Geni Sadero
  - "Gondoliera veneziana"
  - "Amuri, amuri"
- Ernesto Tagliaferri
  - "Piscatore 'e Pusilleco"
- Francesco Paolo Tosti
  - "A vucchella"
  - "Ideale"
  - "Donna, vorrei morire"
  - "Sogno"
  - "Marechiare"
  - "Tristezza"
  - "Non t'amo più"
  - "Malìa"
- Nicola Valente
  - "Torna"
- Antonio Vivaldi
  - "Piango, gemo, sospiro"
- Giuseppe Verdi
  - "Gran Dio...Oh de verd'anni miei" (Ernani)
- Ermanno Wolf-Ferrari
  - "Serenata"
  - "Se gli alberi potessin favellare"
  - "Vedo la casa non vedo il ben viso"
  - "Commiato"

### Oratori
- Johannes Brahms
  - Ein deutsches Requiem
- Alfredo Casella
  - Il deserto tentato
- Nino Cazzotto
  - Missa pro Mortuis
  - I Misteri Gaudiosi
- Luigi Dallapiccola
  - Canti di prigionia
- Franz Liszt
  - La leggenda di S. Elisabetta
- Gian Francesco Malipiero
  - Missa pro murtuis
  - San Francesco d'Assisi
- Claudio Monteverdi
  - Il combattimento di Tancredi e Clorinda (Testo dell'opera)
- Lorenzo Perosi
  - Il Natale del Redentore
  - La Resurrezione di Cristo
  - La Strage degli innocenti

### Liriche da camera
- Ermanno Wolf-Ferrari
  - Il Canzoniere

## Discografia
| Compositore | Titolo                  | Ruolo                    | Anno          | Cast (Dir., altri interpreti)                                                                     | Note                                                                                           |
| ----------- | ----------------------- | ------------------------ | ------------- | ------------------------------------------------------------------------------------------------- | ---------------------------------------------------------------------------------------------- |
| Berg        | Wozzeck                 | Wozzeck                  | 1949          | Böhm, Danco, Limberti, Beirer, Fort, Petri                                                        | registrazione privata                                                                          |
| Berg        | Wozzeck                 | Wozzeck                  | 1954          | Sanzogno, Dow, Cuénod, Picchi, Munteanu, Tajo                                                     | in italiano                                                                                    |
| Donizetti   | L'elisir d'amore        | Belcore                  | 1946          | Morelli, Corradi, Sinimberghi, Tajo                                                               | Film                                                                                           |
| Donizetti   | L'elisir d'amore        | Belcore                  | 1952          | Santini, Carosio, Monti, Luise                                                                    | -                                                                                              |
| Donizetti   | L'elisir d'amore        | Belcore                  | 1964          | Coppola, Todeschi, Tagliavini, Baccaloni                                                          | registrazione privata                                                                          |
| Donizetti   | Lucia di Lammermoor     | Enrico Ashton            | 1953          | Serafin, Callas, Di Stefano, Arié, Canali, Natali                                                 | -                                                                                              |
| Giordano    | Fedora                  | De Siriex                | 1960          | von Matacic, Tebaldi, Di Stefano, Scovotti                                                        | registrazione privata                                                                          |
| Giordano    | Fedora                  | De Siriex                | 1969          | Gardelli, Olivero, Del Monaco, Cappellino                                                         | -                                                                                              |
| Leoncavallo | Pagliacci               | Prologo, Tonio, Silvio   | 1946          | Morelli, Fineschi, Masini, Morucci                                                                | Film                                                                                           |
| Leoncavallo | Pagliacci               | Prologo, Tonio           | 1954          | Serafin, Callas, Di Stefano, Monti, Panerai                                                       | -                                                                                              |
| Leoncavallo | Pagliacci               | Prologo, Tonio           | 1954          | Simonetto, Micheluzzi, Corelli, Puglisi, Carlin                                                   | video privato                                                                                  |
| Leoncavallo | Pagliacci               | Prologo, Tonio           | 1960          | von Matacic, Amara, Corelli, Spina, Zanasi                                                        | -                                                                                              |
| Leoni       | L'oracolo               | Cim-Fen                  | 1978          | Bonynge, Sutherland, Tourangeau, Davies                                                           | -                                                                                              |
| Mascagni    | Cavalleria rusticana    | Alfio                    | 1969          | Varviso, Souliotis, Del Monaco, Malagù, Di Stasio                                                 | -                                                                                              |
| Mozart      | Don Giovanni            | Don Giovanni             | 1950          | Furtwängler, Schwarzkopf, Welitsch, Seefried, Kunz, Dermota, Poell, Greindl                       | -                                                                                              |
| Mozart      | Don Giovanni            | Don Giovanni             | 1969          | Leitner, Ligabue, Watson, Raskin, Evans, Kraus, Van Ginkel, Washington                            | registrazione privata                                                                          |
| Mozart      | Le nozze di Figaro      | Il Conte di Almaviva     | 1963          | Solti, Evans, Freni, Ligabue, Berganza, Sinclair, Langdon, Macdonald                              | registrazione privata                                                                          |
| Mozart      | Le nozze di Figaro      | Il Conte di Almaviva     | 1968          | Ceccato (?), Panerai, Sciutti, Ligabue, Casoni, Zanolli, Nosotti, Andreolli                       | registrazione privata                                                                          |
| Puccini     | La bohème               | Marcello                 | 1951          | Santini, Tebaldi, Lauri-Volpi, Neri, Ribetti, Meletti, Badioli                                    | -                                                                                              |
| Puccini     | La bohème               | Marcello                 | 1961          | Votto, Scotto, Poggi, Modesti, Meneguzzer, Carbonari                                              | -                                                                                              |
| Puccini     | La fanciulla del West   | Jack Rance               | 1956          | Votto, Frazzoni, Corelli, Ricciardi, Sordello, Novelli, Zaccaria                                  | -                                                                                              |
| Puccini     | La fanciulla del West   | Jack Rance               | 1958          | Votto, Frazzoni, Del Monaco, Ricciardi, Mantovani, Novelli, Cazzato                               | -                                                                                              |
| Puccini     | La fanciulla del West   | Jack Rance               | 1961          | Molinari Pradelli, Kirsten, Kónya, Fried, Romero, Alvary, Manton                                  | registrazione privata                                                                          |
| Puccini     | Gianni Schicchi         | Gianni Schicchi          | 1958          | Santini, de los Ángeles, Del Monte, Canali                                                        | -                                                                                              |
| Puccini     | Gianni Schicchi         | Gianni Schicchi          | 1963          | Pradella, Fusco, Casellato, Carlin, Gardino                                                       | registrazione privata                                                                          |
| Puccini     | Gianni Schicchi         | Gianni Schicchi          | 1965          | Pritchard, Vaughan, Wakefield, Bowman, Coates                                                     | registrazione privata                                                                          |
| Puccini     | Gianni Schicchi         | Gianni Schicchi          | 1976          | Maazel, Cotrubaş, Domingo, Luccardi, Di Stasio                                                    | -                                                                                              |
| Puccini     | Madama Butterfly        | Sharpless                | 1954          | Gavazzeni, de los Ángeles, Di Stefano, Canali, Ercolani                                           | -                                                                                              |
| Puccini     | Il tabarro              | Michele                  | 1956          | Bellezza, Mas, Prandelli, De Palma, Pirazzini                                                     | -                                                                                              |
| Puccini     | Il tabarro              | Michele                  | 1965          | Pritchard, Craig, Lanigan, Garrett, Collier                                                       | registrazione privata                                                                          |
| Puccini     | Tosca                   | Scarpia                  | 1953          | De Sabata, Callas, Di Stefano, Calabrese                                                          | Coro e Orchestra del Teatro alla Scala, His Master's Voice/EMI, Grammy Hall of Fame Award 1987 |
| Puccini     | Tosca                   | Scarpia                  | 1955          | Molinari Pradelli, Tebaldi, Tagliavini, Langdon                                                   | -                                                                                              |
| Puccini     | Tosca                   | Scarpia                  | dicembre 1958 | Sebastian, Callas, Albert Lance, Louis Rialland, Jean Paul Hurteau                                | 2º atto                                                                                        |
| Puccini     | Tosca                   | Scarpia                  | 1958          | Rapalo, Tebaldi, Corelli, Pudis, Caruso                                                           | registrazione privata                                                                          |
| Puccini     | Tosca                   | Scarpia                  | 1959          | Gavazzeni, Tebaldi, Di Stefano, Zaccaria                                                          | registrazione privata                                                                          |
| Puccini     | Tosca                   | Scarpia                  | 1962          | De Fabritiis, Olivero, Labò, Carbonari                                                            | registrazione privata                                                                          |
| Puccini     | Tosca                   | Scarpia                  | 1963          | Cleva, Tebaldi, Corelli, Diaz                                                                     | registrazione privata                                                                          |
| Puccini     | Tosca                   | Scarpia                  | 1963          | Santini, Crespin, Corelli, Ferrin                                                                 | registrazione privata                                                                          |
| Puccini     | Tosca                   | Scarpia                  | 1964          | Bartoletti, Crespin, Tucker, Cesari                                                               | registrazione privata                                                                          |
| Puccini     | Tosca                   | Scarpia                  | 1964          | Cillario, Callas, Cioni, Godfrey                                                                  | -                                                                                              |
| Puccini     | Tosca                   | Scarpia                  | 1964          | Rescigno, Callas, Cioni, Hurteau                                                                  | registrazione privata                                                                          |
| Puccini     | Tosca                   | Scarpia                  | 1965          | Prêtre, Callas, Cioni, Godfrey                                                                    | registrazione privata                                                                          |
| Puccini     | Tosca                   | Scarpia                  | 1965          | Prêtre, Callas, Bergonzi, Monreale                                                                | -                                                                                              |
| Puccini     | Tosca                   | Scarpia                  | 1965          | Cleva, Callas, Tucker, Harvuot                                                                    | registrazione privata                                                                          |
| Puccini     | Tosca                   | Scarpia                  | 1965          | Cleva, Callas, Corelli, Harvuot                                                                   | -                                                                                              |
| Puccini     | Tosca                   | Scarpia                  | 1970          | Molinari Pradelli, Amara, Domingo, Sgarro                                                         | registrazione privata                                                                          |
| Puccini     | Tosca                   | Scarpia                  | 1971          | Sanzogno, Martin, Bergonzi, Giorgetti                                                             | registrazione privata                                                                          |
| Puccini     | Tosca                   | Scarpia                  | 1971          | Santi, Jones, Raimondi, Zeithammer                                                                | registrazione privata                                                                          |
| Puccini     | Tosca                   | Scarpia                  | 1972          | Bartoletti, Kubiak, Tagliavini, Giorgetti                                                         | -                                                                                              |
| Puccini     | Tosca                   | Scarpia                  | 1973          | Levine, Bumbry, Domingo, Corena                                                                   | registrazione privata                                                                          |
| Puccini     | Tosca                   | Scarpia                  | 1975          | Silipigni, Kubiak, Domingo, Green                                                                 | solo video                                                                                     |
| Puccini     | Le Villi                | Narratore                | 1979          | Maazel, Scotto, Domingo, Nucci                                                                    | -                                                                                              |
| Rossini     | Il barbiere di Siviglia | Figaro                   | 1946          | Morelli, Corradi, Tagliavini, Tajo, de Taranto, Nicolini                                          | Film                                                                                           |
| Rossini     | Il barbiere di Siviglia | Figaro                   | 1956          | Giulini, Callas, Alva, Rossi Lemeni, Luise, Canali                                                | -                                                                                              |
| Rossini     | Il barbiere di Siviglia | Figaro                   | 1957          | Galliera, Callas, Alva, Zaccaria, Ollendorff, Carturan                                            | -                                                                                              |
| Rossini     | Guglielmo Tell          | Guglielmo Tell           | 1962          | Molinari Pradelli, Swails, Marangoni, Antonini, Grigolato, Canali                                 | registrazione privata                                                                          |
| Strauss     | Salomè                  | Jochanaan                | 1952          | Sanzogno, Djanel, Tasso, Benedetti                                                                | in italiano                                                                                    |
| Verdi       | Aida                    | Amonasro                 | 1955          | Barbieri, Modesti, Zaccaria                                                                       | -                                                                                              |
| Verdi       | Un ballo in maschera    | Renato                   | 1956          | Votto, Callas, Di Stefano, Barbieri, Ratti, Zaccaria                                              | -                                                                                              |
| Verdi       | Don Carlo               | Rodrigo marchese di Posa | 1950          | Serafin, Pedrini, Picchi, Tajo, Stignani, Neri                                                    | registrazione privata                                                                          |
| Verdi       | Don Carlo               | Rodrigo marchese di Posa | 1954          | Santini, Stella, Filippeschi, Christov, Nicolai, Neri                                             | - in italiano                                                                                  |
| Verdi       | Don Carlo               | Rodrigo marchese di Posa | 1958          | Giulini, Brouwestijn, Vickers, Christoff, Barbieri, Langdon                                       | in italiano                                                                                    |
| Verdi       | Don Carlo               | Rodrigo marchese di Posa | 1960          | Votto, Roberti, Tucker, Christoff, Simionato, Mazzoli                                             | in italiano                                                                                    |
| Verdi       | Don Carlo               | Rodrigo marchese di Posa | 1963          | Pritchard, Collier, Ulfung, Christoff, Bumbry, Zaccaria                                           | registrazione privata                                                                          |
| Verdi       | Don Carlo               | Rodrigo marchese di Posa | 1964          | Bartoletti, Gencer, Tucker, Ghiaurov, Bumbry, Marangoni                                           | registrazione privata                                                                          |
| Verdi       | La forza del destino    | Don Carlos di Vargas     | 1949          | Santini, Corradi, Sinimberghi, Neri, De Taranto                                                   | Film                                                                                           |
| Verdi       | Falstaff                | Mr. Ford                 | 1941          | Serafin, Stabile, Somigli, Oltrabella, Elmo, Palombini, Tagliavini, Masini-Sperti, Neri           | -                                                                                              |
| Verdi       | Falstaff                | Mr. Ford                 | 1943          | Serafin, Stabile, Mazzerelli, Radice, Scudieri, Stigniani, Giovagnoli, Zagonara, Neri             | registrazione privata                                                                          |
| Verdi       | Falstaff                | Falstaff                 | 1956          | von Karajan, Schwarzkopf, Moffo, Barbieri, Merriman, Panerai, Alva, Spataro, Ercolani, Zaccaria   | -                                                                                              |
| Verdi       | Falstaff                | Falstaff                 | 1957          | von Karajan, Schwarzkopf, Moffo, Simionato, Canali, Panerai, Alva, Spataro, Ercolani, Petri       | -                                                                                              |
| Verdi       | Falstaff                | Falstaff                 | 1958          | Serafin, Tebaldi, Moffo, Simionato, Canali, MacNeil, Misciano, Caruso, Smith                      | -                                                                                              |
| Verdi       | Falstaff                | Falstaff                 | 1962          | Rossi, Tebaldi, Freni, Barbieri, Cadoni, Capecchi, Lazzari, Ercolani, Campi                       | -                                                                                              |
| Verdi       | Falstaff                | Falstaff                 | 1966          | Rossi, Ligabue, Marimpietri, Fioroni, Canali, Alberti, Lazzari, Andreolli, Monreale               | -                                                                                              |
| Verdi       | Falstaff                | Falstaff                 | 1972          | Dohnányi, Tebaldi, Peters, Resnik, Grillo, Paskalis, Alva, Franke, Velis, Best                    | registrazione privata                                                                          |
| Verdi       | Falstaff                | Falstaff                 | 1974          | Sir C. Davis, Ligabue, Armstrong, Bainbridge, Davies, Bailey, Brecknock, Lanigan, Bowman, Langdon | registrazione privata                                                                          |
| Verdi       | Macbeth                 | Macbeth                  | 1960          | Molinari Pradelli, Shuard, Rouleau, Turp, Dobson, Davis                                           | -                                                                                              |
| Verdi       | Nabucco                 | Nabucco                  | 1963          | Bartoletti, La Morena, Christoff, Mastilovic, Rota                                                | registrazione privata                                                                          |
| Verdi       | Nabucco                 | Nabucco                  | 1964          | Molinari Pradelli, Kuchta, Tozzi, Tagliavini, Martin                                              | registrazione privata                                                                          |
| Verdi       | Nabucco                 | Nabucco                  | 1965          | Gardelli, Souliotis, Cava, Prevedi, Carral                                                        | Decca                                                                                          |
| Verdi       | Otello                  | Jago                     | 1955          | Santini, Del Monaco, Tebaldi, Caruso                                                              | 1º e 3º atto                                                                                   |
| Verdi       | Otello                  | Jago                     | 1958          | Verchi, Del Monaco, Tucci, Caruso                                                                 | Film                                                                                           |
| Verdi       | Otello                  | Jago                     | 1959          | Erede, Del Monaco, Tucci, Caruso                                                                  | Film                                                                                           |
| Verdi       | Otello                  | Jago                     | 1960          | Serafin, Vickers, Rysanek, Andreolli                                                              | -                                                                                              |
| Verdi       | Otello                  | Jago                     | 1960          | Capuana, Del Monaco, Cavalli, Lazzari                                                             | -                                                                                              |
| Verdi       | Otello                  | Jago                     | 1962          | Serafin, McCracken, Zeani, Cossutta                                                               | registrazione privata                                                                          |
| Verdi       | Otello                  | Jago                     | 1962          | Molinari Pradelli, McCracken, de los Ángeles, Peterson                                            | registrazione privata                                                                          |
| Verdi       | Otello                  | Jago                     | 1962          | Solti, Del Monaco, Kabaivanska, Lanigan                                                           | -                                                                                              |
| Verdi       | Otello                  | Jago                     | 1963          | Bartoletti, Vickers, Jurinac, Cossutta                                                            | registrazione privata                                                                          |
| Verdi       | Otello                  | Jago                     | 1966          | Jensen, Di Stefano, Pobbe, Smith                                                                  | registrazione privata                                                                          |
| Verdi       | Otello                  | Jago                     | 1966          | Erede, Del Monaco, Tebaldi, Garaventa                                                             | registrazione privata                                                                          |
| Verdi       | Otello                  | Jago                     | 1966          | Varviso, Ferraro, Londi, Giorgetti                                                                | solo video                                                                                     |
| Verdi       | Otello                  | Jago                     | 1966          | Sanzogno, Del Monaco, Malaspina, Lorenzi                                                          | registrazione privata                                                                          |
| Verdi       | Otello                  | Jago                     | 1967          | Sanzogno, Del Monaco, Kabaivanska, Lorenzi                                                        | registrazione privata                                                                          |
| Verdi       | Otello                  | Jago                     | 1967          | Mehta, McCracken, Caballé, Lorenzi                                                                | registrazione privata                                                                          |
| Verdi       | Otello                  | Jago                     | 1967          | Cleva, McCracken, Tucci, Olvis                                                                    | registrazione privata                                                                          |
| Verdi       | Otello                  | Jago                     | 1968          | Votto, Del Monaco, Ligabue, Jacopucci                                                             | registrazione privata                                                                          |
| Verdi       | Otello                  | Jago                     | 1969          | Solti, Del Monaco, Kabaivanska, Lanigan                                                           | -                                                                                              |
| Verdi       | Otello                  | Jago                     | 1975          | Wallat, Cox, Chiara, De Sica                                                                      | registrazione privata                                                                          |
| Verdi       | Rigoletto               | Rigoletto                | 1946          | Serafin, Pagliughi, Filippeschi, Neri, Canali                                                     | Film                                                                                           |
| Verdi       | Rigoletto               | Rigoletto                | 1947          | Previtali, Pagliughi, Lauri-Volpi, Sbalchiero, Cadoni                                             | live 14 giugno 1947                                                                            |
| Verdi       | Rigoletto               | Rigoletto                | 1953          | De Fabritiis, Arnaldi, Del Monaco                                                                 | Colonna sonora del film omonimo                                                                |
| Verdi       | Rigoletto               | Rigoletto                | 1955          | Serafin, Callas, Di Stefano, Zaccaria, Lazzarini, Clabassi                                        | -                                                                                              |
| Verdi       | Simon Boccanegra        | Simone                   | 1957          | Santini, de los Ángeles, Christov, Campora, Monachesi                                             | -                                                                                              |
| Verdi       | Simon Boccanegra        | Simone                   | 1958          | Rossi, Gencer, Mazzoli, Picchi, Monachesi                                                         | -                                                                                              |
| Verdi       | Simon Boccanegra        | Simone                   | 1960          | Ludwig, Amara, Tozzi, Zampieri, Evans                                                             | registrazione privata                                                                          |
| Verdi       | Simon Boccanegra        | Simone                   | 1961          | Gavazzeni, Gencer, Tozzi, Zampieri, Panerai                                                       | -                                                                                              |
| Verdi       | Simon Boccanegra        | Simone                   | 1964          | Bartoletti, Ligabue, Arié, Cioni, Cesari                                                          | registrazione privata                                                                          |
| Verdi       | Simon Boccanegra        | Simone                   | 1965          | Lockhart, Santunione, Rouleau, Cioni, Bryn-Jones                                                  | registrazione privata                                                                          |
| Verdi       | Simon Boccanegra        | Simone                   | 1965          | De Fabritiis, Santunione, Rouleau, Cioni, Bryn-Jones                                              | registrazione privata                                                                          |
| Verdi       | La traviata             | Giorgio Germont          | 1955          | Serafin, Stella, Di Stefano, Zampieri, Zaccaria                                                   | sec. Antonietta Stella è del 1956!                                                             |
| Verdi       | La traviata             | Giorgio Germont          | 1958          | Ghione, Callas, Kraus, Campi, Perrotta                                                            | -                                                                                              |
| Wagner      | Tristano e Isotta       | Melot                    | 1940          | De Sabata, Lorenz, Rünger, Klose, Schöffler, Weber, Conti                                         | registrazione privata                                                                          |

## Filmografia
- Condottieri, regia di Luis Trenker (1937)
- Il sogno di Butterfly, regia di Carmine Gallone (1939)
- Musica proibita, regia di Carlo Campogalliani (1943)
- O sole mio, regia di Giacomo Gentilomo (1945)
- 07... tassì, regia di Alberto D'Aversa (1946)
- L'elisir d'amore, regia di Mario Costa (1946)
- Rigoletto, regia di Carmine Gallone (1946)
- Avanti a lui tremava tutta Roma, regia di Carmine Gallone (1946)
- Lucia di Lammermoor, regia di Piero Ballerini (1946)
- Il barbiere di Siviglia, regia di Mario Costa (1947)
- L'eco della gloria, regia di Théophile Pathé (1947)
- La signora delle camelie, regia di Carmine Gallone (1947)
- Pagliacci, regia di Mario Costa (1948)
- Follie per l'opera, regia di Mario Costa (1949)
- La montagna di cristallo (The glass mountain), regia di Henry Cass (1949)
- La forza del destino, regia di Carmine Gallone (1949)
- Soho Conspiracy, regia di Cecil H. Williamson (1950)
- Canzoni a due voci, regia di Gianni Vernuccio (1953)
- Giuseppe Verdi, regia di Carmine Gallone (1953)
- Casa Ricordi, regia di Carmine Gallone (1954)
- Figaro, il barbiere di Siviglia, regia di Camillo Mastrocinque (1955)

## Regie
- Andrea Chenier – Umberto Giordano
  - Lyric Opera, Chicago, novembre 1979 - Direttore d'orchestra Bruno Bartoletti. Scenografo Pier Luigi Samaritani. Domingo, Bruson, Marton
- Ballo in maschera – Giuseppe Verdi
  - Lyric Opera, Chicago, novembre 1972, - Direttore d'orchestra Christoff von Donhanyi. Scenografo Robert Darling. Franco Tagliavini, Milnes, Arroyo, Baldani, Koszut.
  - Lyric Opera, Chicago, ottobre 1976 - Direttore d'orchestra Jesus Lopez Cobos. Scenografo Robert Darling. Carreras, Bruson, Ricciarelli, Wolff, Wise.
  - Julliard School American Opera, New York, dicembre 1978 - Direttore d'orchestra Sixten Ehrling. Scenografo Calvin Morgan. Bergeron, Ferenzov, Kalisky, Dobish, Marquez.
- Barbiere di Siviglia – Gioachino Rossini
  - Lyric Opera, Chicago, novembre 1969 - Direttore d'orchestra John Pritchard. Scenografo Peter Hall. Garaventa, Evans, Horne, Bruscantini, Vinco.
  - Lyric Opera, Chicago, novembre 1971, - Direttore d'orchestra Bruno Bartoletti. Scenografo Peter Hall. Garaventa, Malas, Horne, Prey, Ferrin.
  - Lyric Opera, Chicago, novembre 1977, - Direttore d'orchestra Piero Bellugi. Scenografo Peter Hall. Alva, Desderi, Ewing, Stilwell, Montarsolo.
- Don Giovanni - Wolfgang Amadeus Mozart
  - Lyric Opera, Chicago, 1969 -Direttore d'orchestra Ferdinand Leitner. Scenografo Peter Hall. Gobbi, Evans, Ligabue, Watson, Kraus.
  - Teatro Nacional de São Carlos, Lisbona, 1971 - Direttore d'orchestra Oliviero De Fabritiis. Scenografo Peter Hall.Gobbi, Ganzarolli, Ligabue, Bonifaccio.
- Gianni Schicchi – Giacomo Puccini
  - Teatro Comunale, Firenze, gennaio 1969 Direttore d'orchestra Bruno Rigacci. Scenografo Ferdinando Ghelli. Gobbi, Capece Minutolo, Masini, Misciano
  - “Festival Her Majesty Theatre”, Edimburgo, settembre 1969 - Direttore d'orchestra Aldo Ceccato. Scenografo Ferdinando Ghelli. Gobbi, Bonifaccio, Rafanelli, Benelli
  - Lyric Opera, Chicago, novembre 1970 - Direttore d'orchestra Bruno Bartoletti. Scenografo Lorenzo Ghiglia. Gobbi, Marimpietri, Greenspon, Garaventa, Washington
  - Opernhaus, Zurigo, marzo 1974 - Direttore d'orchestra Nello Santi. Scenografo Pier Luigi Pizzi. Gobbi, Lenhart, Smith, Lorenzi, Peter, Rohner, Krumm
  - Staatsoper, Monaco, dicembre 1982 - Direttore d'orchestra Wolfgang Sawallisch. Scenografo Ita Maximowna. Panerai, Popp, Varnay, Kelen, Lenz, Seibel, Grotz, Auer, Engen, Janssen, Wewezow,
- Madama Butterfly – Giacomo Puccini
  - State Opera, New Jersey, marzo 1977 - Direttore d'orchestra Alfredo Silipigni. Scenografo Ercole Sormani. Gobbi, Sato, Casei, Barioni
- Otello – Giuseppe Verdi
  - Civic Auditorium, Pasadena (California), marzo 1966 - Direttore d'orchestra Allen Jensen. Scenografo Ken MacClelland. Gobbi, Di Stefano, Pobbe, Smith
  - Lyric Opera, Chicago, ottobre 1966 - Direttore d'orchestra Antonino Votto. Scenografo Giancarlo Bartolini Salimbeni. Gobbi, Vickers, Kabaivanska, Lorenzi
  - Thessaloniki, ottobre 1978, - Direttore d'orchestra Ettore Gracis. Scenografo Marina Karella. Ferraro, Cairns, Manikas
- Simon Boccanegra – Giuseppe Verdi
  - Lyric Opera, Chicago, ottobre 1965 - Direttore d'orchestra Bruno Bartoletti. Scenografo Giancarlo Bartolini Salimbeni. Gobbi, Ligabue, Arié, Cesari, Cioni
  - Royal Opera House, Londra, dicembre 1965 - Direttore d'orchestra Oliviero De Fabritiis. Scenografo Giancarlo Bartolini Salimbeni. Gobbi, Santunione, Rouleau, Bryn-Jones, Cioni
  - Teatro dell'Opera di Roma, 1975 - Ligabue (?), Christoff, Mastromei
- Il Tabarro – Giacomo Puccini
  - Opernhaus, Zurigo, marzo 1974 - Direttore d'orchestra Nello Santi. Scenografo Pier Luigi Pizzi. Mittelmann, Buzea, Zschao
  - Staatsoper, Monaco, dicembre 1982 - Direttore d'orchestra Wolfgang Sawallisch. Scenografo Ita Maximowna. Boyagian, Cossutta, Zschau
- Tosca – Giacomo Puccini
  - Teatro La Fenice, Venezia, febbraio 1971 Direttore d'orchestra Franco Mannino. Scenografo Paolo Bregni. Gobbi, Krilovici, Martì, Freschi
  - Opernhaus, Zurigo, giugno 1971 Direttore d'orchestra Nello Santi. Scenografo Toni Businger. Gobbi, Jones, Raimondi, Zeithammer
  - Lyric Opera, Chicago, ottobre 1971 Direttore d'orchestra Nino Sanzogno. Scenografo Pier Luigi Pizzi. Gobbi, Martin, Bergonzi, Tajo
  - Théatre du Casino, Montecarlo, marzo 1972 Direttore d'orchestra Oliviero de Fabritiis. Scenografo Camillo Parravicini. Gobbi, Ligabue, Cecchele
  - Civic Opera House, Chicago, ottobre 1973 Direttore d'orchestra Bruno Bartoletti. Scenografo Pier Luigi Pizzi. Gobbi, Kubiak, Tagliavini, Giorgetti, Tajo, Andreolli
  - Lyric Opera, Chicago, novembre 1976 Direttore d'orchestra Jesus Lopez Cobos. Scenografo Pier Luigi Pizzi. Neblett, Pavarotti, MacNeil, Tajo
  - Puccini, Torre del Lago, agosto 1977 Direttore d'orchestra Nino Sanzogno. Scenografo Roberto Laganà. Kabaivanska/Bakocevic, Pavarotti/Carreras/FrancoTagliavini, Mastromei/Manikas/ Sereni
  - Opera, Washington, marzo 1978 Direttore d'orchestra Nino Sanzogno. Scenografo Pier Luigi Pizzi. Neblett, King, MacNeil
  - Metropolitan Opera House, New York, dicembre 1978 Direttore d'orchestra James Conlon. Scenografo Rudolf Heinrich. Verrett/Rysanek, Pavarotti/Alexander/Domingo, MacNeil, Corena/Tajo/Capecchi
  - Opernhaus, Zurigo, marzo 1980 Direttore d'orchestra Charles Mackerras. Scenografo Toni Businger Tomowa-Sintow, Svetlev, Mittelmann
  - Lyric Opera, Chigago, ottobre 1982 Direttore d'orchestra Julius Rudel. Scenografia Pier Luigi Pizzi. Bumbry/Marton, Luchetti/Domingo, Wixell/Nimsgren, Kavrakos, Andreolli, Tajo

## Recital

### Opere e oratori
- Alceste - Christoph Willibald Gluck
- L'amico Fritz - Pietro Mascagni
- Andata e ritorno - Paul Hindemith
- L'Arlesiana - Francesco Cilea
- Armida - Christoph Willibald Gluck
- Boris Godunov - Modest P. Musorgskij
- Il candeliere - Ezio Carabella
- Carmen - Georges Bizet
- Cassandra - Vittorio Gnecchi
- La campana sommersa - Ottorino Respighi
- Cecilia - Licinio Refice
- Il combattimento di Tancredi e Clorinda - Claudio Monteverdi
- Il crepuscolo degli dei - Richard Wagner
- David - Agostino Zanchetta
- Il deserto tentato - Alfredo Casella
- Il Dibuk - Ludovico Rocca
- La Dolores - Tomas Breton
- La donna senz'ombra - Richard Strauss
- Le donne curiose - Ermanno Wolf-Ferrari
- Don Pasquale - Gaetano Donizetti
- Ecuba - Gian Francesco Malipiero
- La dannazione di Faust - Hector Berlioz
- Emiral - Bruno Barilli
- Faust - Charles Gounod
- La figlia del re - Adriano Lualdi
- Il finto Arlecchino - Gian Francesco Malipiero
- Fra Gherardo - Ildebrando Pizzetti
- Il franco cacciatore - Carl Maria von Weber
- I gioielli della Madonna - Ermanno Wolf-Ferrari
- Gloria - Francesco Cilea
- Hänsel e Gretel - Engelbert Humperdinck
- Hellera - Italo Montemezzi
- L'ipocrita felice - Giorgio Federico Ghedini
- La Locandiera - Mario Persico
- Lodoletta - Pietro Mascagni
- Lohengrin - Richard Wagner
- La mascotte - Edmond Audran
- I Maestri cantori di Norimberga - Richard Wagner
- Manon Lescaut - Giacomo Puccini
- Margherita da Cortona - Licinio Refice
- Monte Ivnor - Ludovico Rocca
- La nave - Italo Montemezzi
- Le nozze di Haura - Adriano Lualdi
- L'oracolo (solo disco) - Franco Leoni
- Orfeo - Claudio Monteverdi
- Orseolo - Ildebrando Pizzetti
- Primavera fiorentina - Arrigo Pedrollo
- I quatro rusteghi - Ermanno Wolf-Ferrari
- I racconti di Hoffmann - Charles Offenbach
- Resurrezione - Franco Alfano
- La rondine - Giacomo Puccini
- Il segreto di Susanna - Ermanno Wolf-Ferrari
- Sette canzoni - Gian Francesco Malipiero
- La sonnambula - Vincenzo Bellini
- Lo straniero - Ildebrando Pizzetti
- Il tesoro - Jacopo Napoli
- Torneo notturno - Gian Francesco Malipiero
- Tristano e Isotta - Richard Wagner
- Turandot - Giacomo Puccini
- L'uomo nero - Norbert Schultze
- La Vestale - Gaspare Spontini
- Le Villi (solo disco) - Giacomo Puccini
- Il volo di Lindbergh - Kurt Weill
- Volo di notte - Luigi Dallapiccola
- Epithalamium - Ildebrando Pizzetti
- La leggenda di Santa Elisabetta - Franz Liszt
- Missa pro Mortuis - Nino Cattozzo
- I misteri gaudiosi - Nino Cattozzo
- Mosè - Lorenzo Perosi
- Il Natale del Redentore - Lorenzo Perosi
- Un Requiem Tedesco - Johannes Brahms
- La Resurrezione di Cristo - Lorenzo Perosi
- San Francesco d'Assisi - Gian Francesco Malipiero
- La strage degli innocenti - Lorenzo Perosi